# Mount Sterling (Illinois)
Mount Sterling – miasto w Stanach Zjednoczonych, w stanie Illinois, w hrabstwie Brown. Według spisu z 2000 roku miasto zamieszkuje 2 070 osób. Miasto jest stolicą hrabstwa Brown.

## Geografia
Miasto zajmuje powierzchnię 2,8 km², całość stanowi ląd.

## Demografia
Według spisu z 2000 roku miasto zamieszkuje 2 070 osób skupionych w 934 gospodarstwach domowych, tworzących 535 rodzin. Gęstość zaludnienia wynosi 740 osoby/km². W mieście znajdują się 1 048 budynki mieszkalne, a ich gęstość występowania wynosi 374,7 mieszkania/km². Miasto zamieszkuje 98,55% ludności białej, 0,14% stanowią Afroamerykanie, 0,34% stanowią Azjaci, 0,14% stanowią mieszkańcy Pacyfiku, 0,19% stanowi ludność innej rasy oraz 0,19% ludności wywodzącej się z dwóch lub więcej ras.
W mieście są 1 048 gospodarstwa domowe, w których 26,6% stanowią dzieci poniżej 18 roku życia żyjące z rodzicami, 45,1% stanowią małżeństwa, 8,8% stanowią kobiety nie posiadające męża oraz 42,7% stanowią osoby samotne. 39% wszystkich gospodarstw domowych składa się z jednej osoby oraz 17,6% żyjących samotnie ma powyżej 65 roku życia. Średnia wielkość gospodarstwa domowego wynosi 2,15 osoby, natomiast rodziny 2,89 osoby. 
Przedział wiekowy kształtuje się następująco: 23% stanowią osoby poniżej 18 roku życia, 8,2% stanowią osoby pomiędzy 18 a 24 rokiem życia, 28,4% stanowią osoby pomiędzy 25 a 44 rokiem życia, 19,5% stanowią osoby pomiędzy 45 a 64 rokiem życia oraz 21% stanowią osoby powyżej 65 roku życia. Średni wiek wynosi 38 lat. Na każde 100 kobiet przypada 92,2 mężczyzn. Na każde 100 kobiet powyżej 18 roku życia przypada 89,5 mężczyzn.
Średni dochód dla gospodarstwa domowego wynosi 27 434 dolarów, a dla rodziny wynosi 40 363 dolarów. Dochody mężczyzn wynoszą średnio 29 333 dolarów, a kobiet 19 258 dolarów. Średni dochód na osobę w mieście wynosi 15 755 dolarów. Około 4,7% rodzin i 10,9% populacji miasta żyje poniżej minimum socjalnego, z czego 12,5% jest poniżej 18 roku życia i 10,2% powyżej 65 roku życia.